# Wolfgang Zur
Wolfgang Zur (ur. 15 stycznia 1941) – niemiecki lekkoatleta, długodystansowiec. W czasie swojej kariery startował w barwach Republiki Federalnej Niemiec.
Zdobył brązowy medal w biegu na 3000 metrów na europejskich igrzyskach halowych w 1968 w Madrycie, przegrywając jedynie z Wiktorem Kudinskim ze Związku Radzieckiego i Berndem Dießnerem z Niemieckiej Republiki Demokratycznej.
Był wicemistrzem RFN w biegu na 5000 metrów w 1964, a w hali mistrzem w 1968, wicemistrzem w 1964 i brązowym medalistą w 1966 w biegu na 3000 metrów.
Startował w klubie Rot-Weiß Wuppertal.